# A Noise from the Deep
A Noise from the Deep és una comèdia muda, dirigida per Mack Sennett i protagonitzada per Mabel Normand i Roscoe Arbuckle, entre altres parella que esdevindria enormement popular a la pantalla i que arribarien a fer una setantena de pel·lícules junts. A la vegada, es considerada com la primera pel·lícula de la Keystone en la que un actor llença un pastís a la cara d'un altre, un gag que quedaria fortament associat a les comèdies de Sennett. La pel·lícula es va estrenar el 17 de juliol de 1913. Es conserva una còpia de la pel·lícula al Museum of Modern Art de Nova York.

## Argument
Mabel i Bob, dos nois d'entorn rural, estan enamorats i es voldrien casar però tenen l'oposició del pare d'ella que prefereix l'altre pretendent. L'acció comença quan Mabel llença accidentalment un pastís a la cara de Bob. Més tard Mabel va en bicicleta i cau a l'aigua. Mentre el xicot que el seu pare voldria com a marit va en cerca d'ajuda, Bob la rescata. Després fan que un noi bufi per una mànega que té l'altra extrem submergit a l'aigua per tal que les bombolles facin creure que allà hi ha Mabel ofegant-se. Mentre pare i pretendent demanen ajuda a la policia, els Keystone Cops, que arriba a cavall, Bob i Mabel aprofiten per casar-se.

## Repartiment
- Mabel Normand (Mabel)
- Roscoe Arbuckle (Bob)
- Charles Avery
- Al St. John
- Alice Davenport
- Nick Cogley (pare de Mabel)
- William Hauber
- Charles Inslee
- Edgar Kennedy
- Arthur Tavares[2]